# Championnat des Bahamas de football 2008-2009
Navigation
Saison suivante
La saison 2008-2009 du Championnat des Bahamas de football est la première édition de la BFA Senior League, le championnat de première division des Bahamas. Les sept formations engagées sont réunies au sein d'une poule unique où elles s'affrontent à deux reprises. 
C'est le Bears Football Club qui remporte la compétition cette saison après avoir terminé en tête du classement final, avec six points d'avance sur le Caledonia FC. C’est le second titre de champion des Bahamas de l'histoire du club.

## Les clubs participants
- Bears Football Club
- Caledonia FC
- Cavalier FC
- Sharks FC
- Baha Juniors FC
- Dynamos FC
- Football Club Nassau

## Compétition
Le barème de points servant à établir le classement se décompose ainsi :
- Victoire : 3 points
- Match nul : 1 point
- Défaite : 0 point

### Classement
| Rang | Équipe               | Pts | J  | G  | N | P | Bp | Bc | Diff |  | Résultats (▼ dom., ► ext.) | Bea | Cal | Cav | Sha | BJu | Dyn | Nas |
| ---- | -------------------- | --- | -- | -- | - | - | -- | -- | ---- |  | -------------------------- | --- | --- | --- | --- | --- | --- | --- |
| 1    | Bears Football Club  | 31  | 12 | 10 | 1 | 1 | 38 | 8  | +30  |  | Bears Football Club        |     | 2-0 | 3-1 | 6-0 | 2-1 | 6-2 | 5-1 |
| 2    | Caledonia FCC        | 25  | 12 | 8  | 1 | 3 | 32 | 17 | +15  |  | Caledonia FCC              | 0-3 |     | 2-1 | 1-0 | 8-1 | 5-1 | 4-2 |
| 3    | Cavalier FC          | 19  | 12 | 5  | 4 | 3 | 25 | 19 | +6   |  | Cavalier FC                | 0-2 | 1-1 |     | 4-3 | 5-1 | 3-3 | 2-1 |
| 4    | Sharks FC            | 18  | 12 | 5  | 3 | 4 | 31 | 27 | +4   |  | Sharks FC                  | 0-0 | 1-4 | 2-2 |     | 4-3 | 3-3 | 6-0 |
| 5    | Baha Juniors FC      | 10  | 12 | 3  | 1 | 8 | 22 | 35 | -13  |  | Baha Juniors FC            | 3-0 | 1-3 | 0-2 | 1-3 |     | 1-3 | 5-1 |
| 6    | Dynamos FC           | 10  | 12 | 2  | 4 | 6 | 24 | 38 | -14  |  | Dynamos FC                 | 0-6 | 3-0 | 1-1 | 2-5 | 2-3 |     | 1-2 |
| 7    | Football Club Nassau | 5   | 12 | 1  | 2 | 9 | 14 | 42 | -28  |  | Football Club Nassau       | 0-3 | 1-4 | 0-3 | 1-4 | 2-2 | 3-3 |     |

|  | Champion des Bahamas 2008-2009        |
|  | C : Vainqueur de la Coupe des Bahamas |

## Bilan de la saison
| Championnat des Bahamas de football 2008-2009 |                                |
| Champion                                      | Bears Football Club (2e titre) |
| Coupes et trophées                            |                                |
| Vainqueur de la Coupe des Bahamas 2008-2009   | Caledonia FC                   |
| Qualifications continentales                  |                                |
| CFU Club Championship 2010                    | Aucun                          |
| Promotions et relégations                     |                                |
| Promus en BFA Senior League                   | Aucun                          |
| Relégués                                      | Aucun                          |